# 毛萼单花荠
毛萼单花荠（学名：Pegaeophyton scapiflorum var. pilosicalyx）为十字花科无茎荠属下的一个变种。